# Vyšný Hrušov
Vyšný Hrušov es un municipio del distrito de Humenné en la región de Prešov, Eslovaquia, con una población estimada a final del año 2024 de 459 habitantes.
Se encuentra ubicado al sureste de la región, cerca de los ríos Cirocha y Laborec (cuenca hidrográfica del río Tisza) y de la frontera con la región de Košice.

## Demografía
| Año        | 1994 | 2004    | 2014    | 2024    |
| ---------- | ---- | ------- | ------- | ------- |
| Población  | 446  | 467     | 489     | 459     |
| Diferencia |      | +4,70 % | +4,71 % | −6,13 % |

| Año        | 2023 | 2024    |
| ---------- | ---- | ------- |
| Población  | 465  | 459     |
| Diferencia |      | −1,29 % |